# Lista vicepreședinților de state din anul 2012
Lista vicepreședinților în anul 2012 se bazează pe Lista statelor lumii și pe Lista de teritorii dependente, așa cum sunt ele cunoscute de la 1 ianuarie 2012 pâna la 31 decembrie 2012.
Gruparea acestora s-a făcut pe baza statutului entitătii pe care o reprezintă după cim urmează State independente recunoscute cvasigeneral, State independente recunoscute parțial de comunitatea internațională, State independente nerecunoscute, Teritorii nesuverane și Guverne alternative și / sau în exil. Vicepreședintele (numele oficial al funcției poate diferi de la stat la stat conform uzanțelor naționale) este  personalitate politică a cărui primă funcție este de a înlocui președintele  atunci când acesta este absent, demisonat, decedat sau nu este disponibil pentru a-și Indplini atribuțiile indiferent din ce motiv. Pot avea vicepreședinți și teritoriile autonome dependente.

## State independente recunoscute cvasigeneral
| Statul                     | Funcția                                                                                             | Numele | Începând cu        |
| -------------------------- | --------------------------------------------------------------------------------------------------- | --- | ------------------ |
| Afganistan                 | Primul vicepreședinte                                                                               | Mohammed Fahim | 19 noiembrie 2009  |
| Afganistan                 | Al doilea vicepreședinte                                                                            | Karim Khalili | 7 decembrie 2004   |
| Africa de Sud              | Președinte adjunct                                                                                  | Kgalema Motlanthe                                                                                                  | 9 mai 2009         |
| Angola                     | Vicepresedinți (succesivi)                                                                          | Manuel Vicente | 26 septembrie 2012 |
| Angola                     | Vicepresedinți (succesivi)                                                                          | Fernando da Piedade Dias dos Santos                                                                                | 18 februarie 2010  |
| Argentina                  | Vicepreședinte                                                                                      | Amado Boudou | 10 decembrie 2011  |
| Birmania                   | Vicepresedinți (succesivi)                                                                          | Sai Mauk Kham | 1 iulie 2012       |
| Birmania                   | Vicepresedinți (succesivi)                                                                          | Tin Aung Myint Oo                                                                                                  | 30 martie 2011     |
| Birmania                   | Vicepresedinți (succesivi)                                                                          | Nyan Tun | 15 august 2012     |
| Birmania                   | Vicepresedinți (succesivi)                                                                          | funcție vacantă | 1 iulie 2012       |
| Birmania                   | Vicepresedinți (succesivi)                                                                          | Sai Mauk Kham | 30 martie 2011     |
| Birmania                   | Vicepresedinte                                                                                      | funcție vacantă | 30 martie 2011     |
| Bolivia                    | Vicepreședinte                                                                                      | Álvaro García Linera                                                                                               | 22 ianuarie 2006   |
| Botswana                   | Vicepreședinți (succesivi)                                                                          | Ponatshego Kedikilwe                                                                                               | 1 august 2012      |
| Botswana                   | Vicepreședinți (succesivi)                                                                          | Mompati Merafhe | 1 aprilie 2008     |
| Brazilia                   | Vicepreședinte                                                                                      | Michel Temer | 1 ianuarie 2011    |
| Bulgaria                   | Vicepreședinți (succesivi)                                                                          | Margarita Popova                                                                                                   | 22 ianuarie 2012   |
| Bulgaria                   | Vicepreședinți (succesivi)                                                                          | Angel Marin | 22 ianuarie 2002   |
| Burundi                    | Primul vicepreședinte                                                                               | Therence Sinunguruza                                                                                               | 28 august 2010     |
| Burundi                    | Al doilea vicepreședinte                                                                            | Gervais Rufyikiri                                                                                                  | 28 august 2010     |
| China (vezi și : §2)       | Vicepreședinte                                                                                      | Xi Jinping | 15 martie 2008     |
| Cipru                      | Vicepreședinte                                                                                      | funcție vacantă | iulie 1974         |
| Columbia                   | Vicepreședinte                                                                                      | Angelino Garzón | 7 august 2010      |
| Comore                     | Vicepreședinte pentru insula Mohéli                                                                 | Fouad Mohadji (însărcinat cu Sănătatea, Solidaritatea, Coeziunea Socială și Promovarea de Gen)                     | 30 mai 2011        |
| Comore                     | Vicepreședinte pentru insula Grand Comore                                                           | Mohamed Ali Soilihi (însărcinat cu Finanțele, Economia, Budgetul, Investițiile, Comerțul Exterior și Privatizarea) | 30 mai 2011        |
| Comore                     | Vicepreședinte pentru insula Anjouan                                                                | Nourdine Bourhane (însărcinat cu Planificarea Regională, Infrastructura, Planificarea urbană și Locuințele)        | 30 mai 2011        |
| Coreeană, R.P.D.           | Prim vicepresedinte al Comisiei Apărării Naționale                                                  | funcție vacantă | 6 noiembrie 2010   |
| Coreeană, R.P.D.           | Vicepresedinte al Comisiei Apărării Naționale                                                       | Jang Song-thaek | 7 iunie 2010       |
| Coreeană, R.P.D.           | Vicepresedinte al Comisiei Apărării Naționale                                                       | funcție vacantă | aprilie 2012       |
| Coreeană, R.P.D.           | Vicepresedinte al Comisiei Apărării Naționale                                                       | Kim Yong-chun | aprilie 2007       |
| Coreeană, R.P.D.           | Vicepresedinte al Comisiei Apărării Naționale                                                       | O Kuk Ryol | februarie 2009     |
| Coreeană, R.P.D.           | Vicepresedinte al Comisiei Apărării Naționale                                                       | Ri Yong Mu | 1998               |
| Coreeană, R.P.D.           | Vicepresedinte al Prezidiului Adunării Populare Supreme                                             | Kim Yong Dae | aprilie 2009       |
| Coreeană, R.P.D.           | Vicepresedinte al Prezidiului Adunării Populare Supreme                                             | Yang Hyong-sop | 5 septembrie 1998  |
| Coreeană, R.P.D.           | Vicepresedinte de onoare al Prezidiului Adunării Populare Supreme                                   | Kim Yong Ju | septembrie 2003    |
| Costa Rica                 | Primul vicepreședinte                                                                               | Alfio Piva Mesén                                                                                                   | 8 mai 2010         |
| Costa Rica                 | Al doilea vicepreședinte                                                                            | Luis Liberman Ginsburg                                                                                             | 8 mai 2010         |
| Cuba                       | Prim vicepreședinți ai Consiliului de Stat                                                          | José Ramón Machado Ventura                                                                                         | 24 februarie 2008  |
| Cuba                       | Vicepreședinte al Consilului de Stat                                                                | Gladys María Bejerano Portela                                                                                      | 11 septembrie 2009 |
| Cuba                       | Vicepreședinte al Consilului de Stat                                                                | Abelardo Colomé Ibarra                                                                                             | 24 februarie 1993  |
| Cuba                       | Vicepreședinte al Consilului de Stat                                                                | Esteban Lazo Hernández                                                                                             | 24 februarie 2008  |
| Cuba                       | Vicepreședinte al Consilului de Stat                                                                | Ramiro Valdes Menendez                                                                                             | 20 decembrie 2009  |
| Cuba                       | Vicepreședinte al Consilului de Stat                                                                | funcție vacantă | 3 septembrie 2011  |
| Dominicană, Republica      | Vicepreședinți (succesivi)                                                                          | Margarita Cedeño de Fernández                                                                                      | 16 august 2012     |
| Dominicană, Republica      | Vicepreședinți (succesivi)                                                                          | Rafael Alburquerque                                                                                                | 16 august 2004     |
| Ecuador                    | Vicepreședinte                                                                                      | Lenín Moreno | 15 ianuarie 2007   |
| Egipt                      | Vicepreședinte                                                                                      | funcție desființată                                                                                                | 26 decembie 2012   |
| Egipt                      | Vicepreședinte                                                                                      | funcție vacantă | 22 decembrie 2012  |
| Egipt                      | Vicepreședinte                                                                                      | Mahmoud Mekki | 12 august 2012     |
| Egipt                      | Vicepreședinte                                                                                      | funcție vacantă | 11 februarie 2011  |
| El Salvador                | Vicepreședinte                                                                                      | Salvador Sánchez Cerén                                                                                             | 1 iunie 2009       |
| Elveția                    | Vicepreședinte                                                                                      | Ueli Maurer | 1 ianuarie 2012    |
| Emiratele Arabe Unite      | Vicepreședinte                                                                                      | Mohammed bin Rashid Al Maktoum                                                                                     | 11 februarie 2006  |
| Filipine                   | Vicepresedinte                                                                                      | Jejomar Binay | 30 iunie 2010      |
| Gambia                     | Vicepreședintă                                                                                      | Isatou Njie-Saidy                                                                                                  | 20 martie 1997     |
| Ghana                      | Vicepreședinți (succesivi)                                                                          | Kwesi Amissah-Arthur                                                                                               | 6 august 2012      |
| Ghana                      | Vicepreședinți (succesivi)                                                                          | funcție vacantă | 24 iulie 2012      |
| Ghana                      | Vicepreședinți (succesivi)                                                                          | John Mahama | 7 ianuarie 2009    |
| Guatemala                  | Vicepreședinți (succesivi)                                                                          | Roxana Baldetti | 14 ianuarie 2012   |
| Guatemala                  | Vicepreședinți (succesivi)                                                                          | José Rafael Espada                                                                                                 | 14 ianuarie 2008   |
| Guineea Ecuatorială        | Prim vicepreședinte însărcinat cu afacerile economice și finaniare                                  | Ignacio Milam Tang                                                                                                 | 21 mai 2012        |
| Guineea Ecuatorială        | Vicepreședinte însărcinat cu apărarea națională și securitatea                                      | Teodoro Nguema Obiang Mangue                                                                                       | 22 mai 2012        |
| Guyana                     | Primul vicepreședinte                                                                               | Sam Hinds | decembrie 1997     |
| Guyana                     | Al doilea vicepreședinte                                                                            | funcție vacantă | decembrie 2011     |
| Honduras                   | Primul vicepreședinte                                                                               | María Antonieta Guillén Vásquez                                                                                    | 27 ianuarie 2010   |
| Honduras                   | Al doilea vicepreședinte                                                                            | Samuel Armando Reyes Rendon                                                                                        | 27 ianuarie 2010   |
| Honduras                   | Al treilea vicepreședinte                                                                           | Victor Hugo Barnica                                                                                                | 27 ianuarie 2010   |
| India                      | Vicepreședinte                                                                                      | Mohammad Hamid Ansari                                                                                              | 11 august 2007     |
| Indonezia                  | Vicepreședinte                                                                                      | Boediono | 20 octombrie 2009  |
| Irak · (vezi și : §4)      | Vicepresedinte                                                                                      | Khodair al-Khozaei                                                                                                 | 13 mai 2011        |
| Irak · (vezi și : §4)      | Vicepresedinte                                                                                      | funcție vacantă | 10 septembrie 2012 |
| Irak · (vezi și : §4)      | Vicepresedinte                                                                                      | Tariq al-Hashimi                                                                                                   | 7 aprilie 2005     |
| Irak · (vezi și : §4)      | Vicepreședinte                                                                                      | funcție vacantă | 11 iulie 2011      |
| Iran                       | Prim vicepreședinte                                                                                 | Mohammad Reza Rahimi                                                                                               | 13 septembrie 2009 |
| Iran                       | Vicepreședinți pentru Afaceri Parlamentare (succesivi)                                              | Lotfollah Forouzandeh                                                                                              | 27 mai 2012        |
| Iran                       | Vicepreședinți pentru Afaceri Parlamentare (succesivi)                                              | Mohammad Reza Mirtajodini                                                                                          | 13 septembrie 2009 |
| Iran                       | Vicepreședintă pentru Știință și Tehnologie și Președintă a Fundației pentru Elitele Naționale      | Nasrin Soltankhah                                                                                                  | 21 septembrie 2009 |
| Iran                       | Vicepreședinți și Șefi al Organizației pentru Moștenirea Culturală, Artizanat și Turism (succesivi) | Mohammed Sharif Malekzadeh                                                                                         | 7 decembrie 2012   |
| Iran                       | Vicepreședinți și Șefi al Organizației pentru Moștenirea Culturală, Artizanat și Turism (succesivi) | Mir-Hassan Mousavi                                                                                                 | 4 ianuarie 2012    |
| Iran                       | Vicepreședinți și Șefi al Organizației pentru Moștenirea Culturală, Artizanat și Turism (succesivi) | Ruhollah Ahmadzadeh                                                                                                | 19 mai 2011        |
| Iran                       | Vicepreședinte și Șef al Organizației pentru Energia Atomică                                        | Fereydoon Abbasi                                                                                                   | 13 februarie 2011  |
| Iran                       | Vicepreședinte și Șef al Fundației pentru Afacerile Martirilor și Veteranilor                       | Masoud Zaribafan                                                                                                   | 17 iulie 2009      |
| Iran                       | Vicepreședinte și Șef al Organizației pentru Protecția Mediului                                     | Mohammad-Javad Mohammadizadeh                                                                                      | 6 august 2009      |
| Iran                       | Vicepreședinți pentru Planificare Strategică și Monitorizare (succesivi)                            | Behrouz Moradi | 27 mai 2012        |
| Iran                       | Vicepreședinți pentru Planificare Strategică și Monitorizare (succesivi)                            | Ebrahim Azizi | 17 iulie 2009      |
| Iran                       | Vicepreședinți pentru Managementul și Dezvoltarea Resurselor Umane (succesivi)                      | Gholam-Hossein Elham                                                                                               | 26 decembrie 2012  |
| Iran                       | Vicepreședinți pentru Managementul și Dezvoltarea Resurselor Umane (succesivi)                      | Ebrahim Azizi | 27 mai 2012        |
| Iran                       | Vicepreședinți pentru Managementul și Dezvoltarea Resurselor Umane (succesivi)                      | Lotfollah Forouzandeh                                                                                              | 25 octombrie 2009  |
| Iran                       | Vicepreședintă pentru Afacerile Legale                                                              | Fatemeh Bodaghi | 30 noiembrie 2009  |
| Iran                       | Vicepreședinte pentru Afaceri Internaționale                                                        | Ali Saidlu | 9 august 2011      |
| Iran                       | Vicepreședinte pentru pentru Afaceri Constituționale                                                | Mohammad Reza Mirtajodini                                                                                          | 27 mai 2012        |
| Iran                       | Vicepreședinte pentru Afaceri Executive                                                             | Hamid Baghaei | 29 aprilie 2012    |
| Kenya                      | Președinte adjunct                                                                                  | Kalonzo Musyoka | 9 ianuarie 2008    |
| Kiribati                   | Vicepreședinte                                                                                      | Teima Onorio | 28 martie 2003     |
| Laos                       | Vicepresedinte                                                                                      | Bounnhang Vorachith                                                                                                | 8 iunie 2006       |
| Libia                      | Prim Vicepreședințe al Congresului Național General                                                 | Juma'a Ahmed Ateega                                                                                                | 20 august 2012     |
| Libia                      | Al Doilea Vicepreședinte al Congresului Național General                                            | Saleh Mohammed Almakhzoum                                                                                          | 20 august 2012     |
| Libia                      | Vicepreședinți ai Consiliului Național de Tranziție (succesivi)                                     | funcție ȋnlocuitǎ                                                                                                  | 20 august 2012     |
| Libia                      | Vicepreședinți ai Consiliului Național de Tranziție (succesivi)                                     | Mustafa Honi (Libia – regim de tranziție)                                                                          | 22 ianuarie 2012   |
| Libia                      | Vicepreședinți ai Consiliului Național de Tranziție (succesivi)                                     | Abdul Hafez Ghoga , (Libia – regim de tranziție)                                                                   | 23 martie 2011     |
| Malawi                     | Vicepreședinți (succesivi)                                                                          | Khumbo Kachali | 13 aprilie 2012    |
| Malawi                     | Vicepreședinți (succesivi)                                                                          | funcție vacantă | 7 aprilie 2012     |
| Malawi                     | Vicepreședinți (succesivi)                                                                          | Joyce Banda | 29 mai 2009        |
| Maldive                    | Vicepreședinți (succesivi)                                                                          | Mohammed Waheed Deen                                                                                               | 25 aprilie 2012    |
| Maldive                    | Vicepreședinți (succesivi)                                                                          | vacant | 7 februarie 2012   |
| Maldive                    | Vicepreședinți (succesivi)                                                                          | Mohammed Waheed Hassan Manik                                                                                       | 11 noiembrie 2008  |
| Mauritius                  | Vicepreședinte                                                                                      | Monique Ohsan Bellepeau                                                                                            | 12 noiembrie 2010  |
| Micronezia                 | Vicepreședinte                                                                                      | Alik L. Alik | 11 mai 2007        |
| Nepal                      | Vicepresedinte                                                                                      | Parmanand Jha | 23 iulie 2008      |
| Nicaragua                  | Vicepreședinți (succesivi)                                                                          | Moises Omar Halleslevens Acevedo                                                                                   | 10 ianuarie 2012   |
| Nicaragua                  | Vicepreședinți (succesivi)                                                                          | Jaime Morales Carazo                                                                                               | 10 ianuarie 2007   |
| Nigeria                    | Vicepreședinte                                                                                      | Namadi Sambo | 19 mai 2010        |
| Palau                      | Vicepreședinte                                                                                      | Kerai Mariur | 15 ianuarie 2009   |
| Panama                     | Vicepreședinte                                                                                      | Juan Carlos Varela                                                                                                 | 1 iulie 2009       |
| Paraguay                   | Vicepreședinți (succesivi)                                                                          | Óscar Denis | 28 iunie 2012      |
| Paraguay                   | Vicepreședinți (succesivi)                                                                          | funcție vacantă | 22 iunie 2012      |
| Paraguay                   | Vicepreședinți (succesivi)                                                                          | Federico Franco | 15 august 2008     |
| Peru                       | Primul vicepreședinte                                                                               | Marisol Espinoza Cruz                                                                                              | 28 iulie 2011      |
| Peru                       | Al doilea vicepreședinte                                                                            | funcție vacantă | 16 ianuarie 2012   |
| Peru                       | Al doilea vicepreședinte                                                                            | Omar Chehade Moya                                                                                                  | 28 iulie 2011      |
| Samoa                      | Membru în Consiliul Deputaților                                                                     | Va'aletoa Sualauvi II                                                                                              | 2004               |
| Samoa                      | Membru în Consiliul Deputaților                                                                     | funcție vacantă | 2007               |
| Samoa                      | Membru în Consiliul Deputaților                                                                     | funcție vacantă | 2006               |
| Seychelles                 | Vicepreședinte                                                                                      | Danny Faure | 1 iulie 2010       |
| Sierra Leone               | Vicepreședinte                                                                                      | Samuel Sam-Sumana                                                                                                  | 17 septembrie 2007 |
| Siria · (vezi și : §5)     | Vicepreședinte                                                                                      | Farouk al-Sharaa                                                                                                   | 21 februarie 2006  |
| Siria · (vezi și : §5)     | Vicepreședinte                                                                                      | Najah al-Attar | 23 martie 2006     |
| Statele Unite ale Americii | Vicepreședinte                                                                                      | Joe Biden | 20 ianuarie 2009   |
| Sudan                      | Primul vicepresedinte                                                                               | Ali Osman Taha | 13 septembrie 2011 |
| Sudan                      | Al doilea vicepresedinte                                                                            | Alhaj Adam Yousef                                                                                                  | 13 septembrie 2011 |
| Sudanul de Sud             | Vicepreședinte                                                                                      | Riek Machar | 9 iulie 2011       |
| Surinam                    | Vicepreședinte                                                                                      | Robert Ameerali | 12 august 2010     |
| Tanzania · (vezi și : §4)  | Vicepreședinte                                                                                      | Mohamed Gharib Bilal                                                                                               | 6 noiembrie 2010   |
| Uganda                     | Vicepresedinte                                                                                      | Edward Ssekandi | 24 mai 2011        |
| Uruguay                    | Vicepreședinte                                                                                      | Danilo Astori | 1 martie 2010      |
| Venezuela                  | Vicepreședinți executivî (succesivi)                                                                | Nicolás Maduro | 13 octombrie 2012  |
| Venezuela                  | Vicepreședinți executivî (succesivi)                                                                | Elías Jaua | 27 ianuarie 2010   |
| Vietnam                    | Vicepreședintă                                                                                      | Nguyễn Thị Doan | 25 iulie 2007      |
| Yemen                      | Vicepreședinte                                                                                      | funcție vacantă | 27 februarie 2012  |
| Yemen                      | Vicepreședinte                                                                                      | Abdrabbuh Mansur Hadi                                                                                              | 3 octombrie 1994   |
| Zambia                     | Vicepreședinte                                                                                      | Guy Scott | 23 septembrie 2011 |
| Zimbabwe                   | Vicepreședinte                                                                                      | Joice Mujuru | 6 decembrie 2004   |
| Zimbabwe                   | Vicepreședinte                                                                                      | Phelekezela Mphoko                                                                                                 | 12 decembrie 2009  |

## State independente recunoscute parțial
| Statul și statutul | Separat din | Funcția                    | Numele         | Începând cu        |
| ------------------ | ----------- | -------------------------- | -------------- | ------------------ |
| Abhazia            | Georgia     | Vicepreședinte             | Mikhail Logua  | 26 septembrie 2011 |
| Taiwan             | China       | Vicepreședinți (succesivi) | Wu Den-yih     | 20 mai 2012        |
| Taiwan             | China       | Vicepreședinți (succesivi) | Siew Wan-chang | 20 mai 2008        |

## State independente nerecunoscute
| Statul și statutul | Separat din | Funcția        | Numele             | Începând cu   |
| ------------------ | ----------- | -------------- | ------------------ | ------------- |
| Somaliland         | Somalia     | Vicepreședinte | Abdirahman Saylici | 27 iulie 2010 |

## Teritorii nesuverane
| Teritoriu                | Suveranitate      | Funcția        | Numele                | Începând cu      |
| ------------------------ | ----------------- | -------------- | --------------------- | ---------------- |
| Bougainville, Insulele   | Papua Noua Guinee | Vicepreședinte | Patrick Nisira        | 10 iunie 2010    |
| Kurdistanul Irakian      | Irak              | Vicepreședinte | Kosrat Rasul Ali      | 14 iunie 2005    |
| , Galmudug (vezi și : §5 | Somalia           | Vicepreședinte | Abdisamad Nuur Gulled | 2009             |
| Puntland (vezi și : §5   | Somalia           | Vicepreședinte | Abdisamad Ali Shire   | 8 ianuarie 2009  |
| Zanzibar, Arhipelagul    | Tanzania          | Vicepreședinte | Seif Sharif Hamad     | 9 noiembrie 2010 |
| Zanzibar, Arhipelagul    | Tanzania          | Vicepreședinte | Seif Ali Iddi         | noiembrie 2010   |

## Guverne în exil și / sau alterantive
| Entitate                                                            | Suveranitate și statut                                     | Funcția                                             | Numele               | Începând cu       |
| ------------------------------------------------------------------- | ---------------------------------------------------------- | --------------------------------------------------- | -------------------- | ----------------- |
| Republica Autonemă Abhazia                                          | Georgia · Abhazia · (Guvernul Republicii Autoneme Abhazia) | Președinte adjunct al Consliului Suprem             | Tamaz Khubua         | aprilie 2009      |
| Coaliția Națională a Forțelor de Opoziție și a Revoluției din Siria | Siria · (Autoritate politică de tranziție în opoziție)     | Vicepreședinte                                      | Riad Seif            | 11 noiembrie 2012 |
| Coaliția Națională a Forțelor de Opoziție și a Revoluției din Siria | Siria · (Autoritate politică de tranziție în opoziție)     | Vicepreședinte                                      | Souheïr Al Atassi    | 11 noiembrie 2012 |
| Coaliția Națională a Forțelor de Opoziție și a Revoluției din Siria | Siria · (Autoritate politică de tranziție în opoziție)     | Vicepreședinte                                      | Georges Sabra        | 11 noiembrie 2012 |
| ,Galmudug (vezi și : §4                                             | Somalia · (Stat autonom autoproclamat în cadrul Somaliei)  | Proclamat stat autonom ȋn cadrul Republicii Somalia |                      | 18 februarie 2012 |
| ,Galmudug (vezi și : §4                                             | Somalia · (Stat autonom autoproclamat în cadrul Somaliei)  | Vicepreședinte                                      | Abdisamad Nur Gulled | 2009              |
| Puntland (vezi și : §4                                              | Somalia · (Stat autonom autoproclamat în cadrul Somaliei)  | Proclamat stat autonom ȋn cadrul Republicii Somalia |                      | 18 februarie 2012 |
| Puntland (vezi și : §4                                              | Somalia · (Stat autonom autoproclamat în cadrul Somaliei)  | Vicepreședinte                                      | Abdisamad Ali Shire  | 8 ianuarie 2009   |